# Diplospora
Diplospora é um género botânico pertencente à família Rubiaceae.